# Frédéric Postel
Pour les articles homonymes, voir Postel.
Frédéric Postel, né le 22 avril 1846 à Honfleur, mort le 16 février 1913 à Trouville-sur-Mer, est un marin, pêcheur et sauveteur français.

## Biographie
Né à Honfleur le 22 avril 1846 de Louis Frédéric Postel et Rosalie Françoise Félicité Delaporte. Après avoir été mousse très jeune, à 11 ans embarqué sur le "saint Thomas" le 11 octobre 1857 , il est inscrit aux novices en 1862 puis devient matelot en 1864. 
Son père décédé, il est exempté d'obligations militaires comme "unique de veuve" et il épouse à Trouville-sur-mer Stéphanie Augustine Mignot le 1er juin 1867 (4 enfants naissent de leur union).
Étant présent à Ostende, comme de nombreux autres pêcheurs trouvillais pendant les campagnes de pêche de 1878 à 1882 , il est également décoré 3 fois par le gouvernement belge pour des sauvetages, aussi bien le long du quai des pêcheurs que sur les digues n'hésitant pas en plein hiver à se jeter à l'eau tout habillé. De retour à Trouville en 1883 il devient patron du "Louis Elisabeth", barque de pêche de Trouville.
En 1886 il est fait chevalier de la légion d'honneur.
Marin pêcheur à Trouville-sur-Mer, après de nombreux actes de sauvetage est nommé patron du canot de sauvetage Le Brancy (1887),. Il est également maître baigneur de l'Hôtel des Roches Noires, et plus tard responsable du mât de signaux à l'entrée du port ("sémaphore"). Avec une équipe aussi expérimentée que lui sous ses ordres, il sauve de nombreuses victimes tant de naufrages que de noyades accidentelles, voire de tentatives de suicide.
Le premier mars 1892 est nommé gardien de phare abonnataire .
En 1900 il est maître haleur sur la jetée est du port de Trouville,.
Il meurt à Trouville-sur-Mer à son domicile rue Maudelonde le 16 février 1913.
L'inhumation a lieu le mercredi 19 après une cérémonie officielle prise en charge par la commune. Au mois de novembre la Fédération Nationale des Sociétés de Natation et de Sauvetage (F.N.S.N.S) offre à la ville de Trouville un médaillon en bronze à l'effigie du sauveteur,. (collections musée de Trouville-Villa Montebello) 
Récompensé par 32 décorations de sauvetage il figure parmi les plus médaillés de France et il devient une icône du sauvetage en mer étant représenté sur de nombreuses cartes postales. En 1929 l'ensemble de ses médailles, montées dans un cadre sur une feutrine rouge entourant un portrait de Frédéric Postel est présenté à l'occasion du congrès de la Fédération Internationale de Sauvetage (F.I.S) qui se tient à Trouville du 5 au 11 juillet. (collections du musée de Trouville-Villa Montebello). 
Une rue de Trouville-sur-mer porte son nom.
Le 13 janvier 2022 est créée, dans le but de défendre et entretenir sa mémoire, l'association des descendants et amis de Frédéric Postel dont Christian Héricher est président.
En 2023 à l'occasion du 110 anniversaire de sa disparition, la municipalité de Trouville lui rend hommage et à cette occasion une palme funéraire de la légion d'honneur est déposée sur sa tombe.

## Décorations

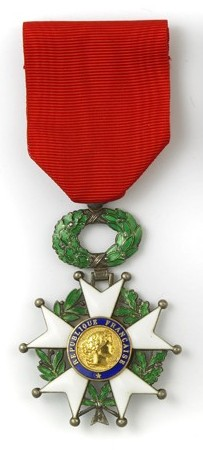
Légion d'honneur (chevalier) 1886
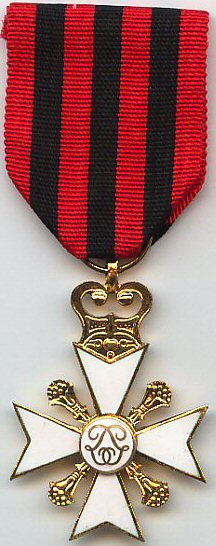
Croix civique belge 1re classe (1882 et 1883)

## Inscription maritime
- Mousse (1857-1862)
- Novice (1862-1864)
- Matelot, inscrit définitif (1864-1892)
- Gardien de phare abonnataire (1892-1896)
- Hors service (1896)

## Sauvetages
- 1868 médaille d'argent 2e classe
- 1877 médaille d'argent 1re classe
- 1881 médaille d'or de 2e classe (sauvetage à d'Ostende)
- 1882 médaille d'argent de 2e classe

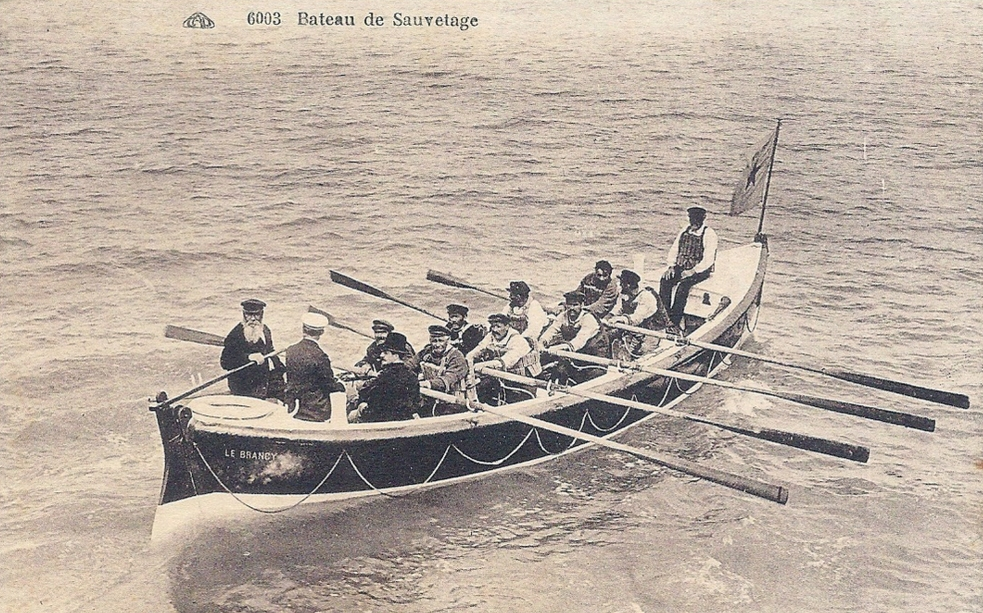
Le "Brancy" bateau de sauvetage de Trouville-sur-Mer

- 1882 croix civique belge 1re classe a Ostende
- 1883 croix civique belge 1re classe a Ostende
- 1884 croix civique belge 2e classe a Ostende
- 1884 médaille d'or 1re classe
- 1885 Prix Montyon
- 1885 médaille d'or 1re classe
- 1885 médaille d'argent de la société de sauvetage du Havre
- 1886 médaille d'or de la société de sauvetage du Havre
- 1886 prix Montyon
- 1886 chevalier de la légion d'honneur
- 1892 médaille d'argent 2e classe
- 1893 prix Henri Durand [17]
- 1900 prix de l'amiral Roze
- 1902 médaille de la fondation du baron Jules Cloquet
- 1903 Prix Adelson Cousin
- Médaille des Hospitaliers-Sauveteurs Bretons (pour services rendus)
- Médaille de la Société centrale de sauvetage des naufragés
- Médaille d'honneur du sauvetage
- Médaille du courage et du dévouement
- Médaille de la société des sauveteurs de l'arrondissement de Pont-l'Évêque [18]
- Médaille de la société des sauveteurs ambulanciers du Haut-Rhin[19],[20]
- Médaille d'honneur de la marine marchande